# Pytheus jugosus
Pytheus jugosus är en skalbaggsart som beskrevs av Newman 1840. Pytheus jugosus ingår i släktet Pytheus och familjen långhorningar. Inga underarter finns listade i Catalogue of Life.